# Drastic Measures
Drastic Measures è il nono album dei Kansas, pubblicato nel 1983 per la Epic Records.

## Descrizione
Con l'eccezione delle ultime tre canzoni dell'album, qualsiasi contenuto dei testi cristiani era per lo più indiretto e obliquo, sebbene ciò fosse principalmente dovuto al fatto che Livgren tratteneva un certo numero di canzoni per i suoi progetti futuri.
Combinato con una strana scelta per la copertina di un album, il nuovo Kansas presentato su Drastic Measures ha confuso i fan di vecchia data e ha deluso gli ascoltatori cristiani. L'album è stato il disco più deludente della band dal loro debutto nel 1974 e le tensioni all'interno della band alla fine sono diventate troppe.
Livgren e Dave Hope hanno lasciato la band per fondare gli AD, mentre John Elefante è diventato un produttore di successo di gruppi di musica cristiana contemporanea come Petra, nonché un popolare interprete di CCM a pieno titolo.
Uno dei primi video rock  ad essere stato trasformato in pellicola 35mm ed esposto nelle sale cinematografiche come trailer, fu il video musicale di "Fight Fire with Fire", diretto da Dominic Orlando, è stato distribuito nelle sale negli Stati Uniti nel 1983 come cortometraggio, prima di Rusty il selvaggio di Francis Ford Coppola. La canzone raggiunse il numero 3 della Billboard Mainstream Rock Chart e il numero 58 della Hot 100.
L'album è stato ripubblicato su CD in forma rimasterizzata nel febbraio 1996 su Legacy/Epic Records, poi di nuovo nel 2011 dalla Rock Candy Records.

## Tracce
1. "Fight Fire with Fire" (Dino Elefante, John Elefante) – 3:40
2. "Everybody's My Friend" (D. Elefante, J. Elefante) – 4:09
3. "Mainstream" (Kerry Livgren) – 6:36
4. "Andi" (J. Elefante) – 4:15
5. "Going Through the Motions" (D. Elefante, J. Elefante) – 5:43
6. "Get Rich" (D. Elefante, J. Elefante) – 3:43
7. "Don't Take Your Love Away" (D. Elefante, J. Elefante) – 3:44
8. "End of the Age" (Livgren) – 4:33
9. "Incident on a Bridge" (Livgren) – 5:37
10. "Perfect Lover" (J. Elefante) - 4:19

## Formazione
- Phil Ehart - batteria
- John Elefante - tastiera, voce
- Dave Hope - basso
- Kerry Livgren - chitarra, tastiera
- Rich Williams - chitarra
- Warren Ham - sassofono, armonica a bocca, tastiere